# Anian (Bischof)
Anian (auch Einion) († zwischen Mai 1305 und 12. Januar 1307) war ein walisischer Geistlicher. Ab 1267 war er Bischof von Bangor.

## Herkunft und Aufstieg zum Bischof
Anian war höchstwahrscheinlich ein gebürtiger Waliser und stammte aus Nordwales. Er war Archidiakon von Anglesey, als er nach dem 8. November 1267 vom Kathedralkapitel von Bangor zum Bischof der walisischen Diözese Bangor gewählt wurde. Am 12. Dezember 1267 bestätigte der englische König Heinrich III. seine Wahl und noch vor Jahresende wurde Anian in Canterbury zum Bischof geweiht. Am 5. Januar 1268 erhielt er die Temporalien der Diözese.

## Rolle im Konflikt zwischen Fürst Llywelyn und der englischen Krone
Während der ersten fünfzehn Jahre seiner Amtszeit als Bischof stand Anian vor der unlösbaren Aufgabe, als Bischof einer Diözese, deren Gebiet zum Kernland des Fürstentums Wales, sowohl Fürst Llywelyn ap Gruffydd wie auch dem englischen Erzbischof von Canterbury und der englischen Krone loyal zu dienen. Llywelyn ap Gruffydd war im Frühjahr 1267 im Vertrag von Montgomery als Fürst von Wales anerkannt worden. Anian wurde in den nächsten Jahren ein wichtiger Ratgeber des Fürsten, dessen Beichtvater er auch war. 1268 handelte er mit dem Earl of Gloucester ein Abkommen über die walisischen Herrschaften in Glamorgan aus, dass am 27. September 1268 im Cantref Selyf in Brecknockshire geschlossen wurde. Zusammen mit Bischof Anian von St Asaph erreichte Anian 1269, dass Fürst Llywelyn mit seinem Bruder Dafydd in Berriw einen Ausgleich schloss. Einen weiteren Ausgleich erzielte er im April 1272, als sich Fürst Llywelyn mit seinem anderen Bruder Rhodri aussöhnte. Im Dezember 1274 protestierte er jedoch zusammen mit Bischof Anian von St Asaph gegen die Behandlung von Dafydd, nachdem Fürst Llywelyn dessen Beteiligung an einer Verschwörung gegen ihn aufgedeckt hatte.

## Unterstützung der englischen Eroberung von Wales
Als es 1276 zum Krieg zwischen Fürst Llywelyn und dem neuen englischen König Eduard I. kam, schickte Llywelyn Anfang 1277 Anian als Unterhändler zu König Eduard I. Seine Mission blieb aber erfolglos, und in der Folge kam es zum Bruch zwischen ihm und Llywelyn. Er musste die Anordnung von Erzbischof John Pecham akzeptieren, die dieser am 10. Februar 1277 erlassen hatte, und verkündete am Palmsonntag, 21. März die Exkommunikation des Fürsten. Anschließend fürchtete Anian um sein Leben und flüchtete nach England. Dort fand in der  Abtei von St Albans Zuflucht, während Verwandte von ihm auf Seiten der Engländer kämpften. Dabei sollen angeblich sechzig von ihnen getötet worden sein. Fürst Llywelyn bestrafte seinen ehemaligen Berater, in dem er dessen Einkünfte beschnitt, so dass Anian auf Unterstützung des englischen Königs angewiesen. Auch nach dem englischen Sieg und dem Frieden von Aberconwy 1277 kam es zu keiner Aussöhnung zwischen dem Fürsten und seinem ehemaligen Ratgeber. Der englische König drängte nach dem Ende des Kriegs 1278 Llywelyn, Anian gerecht zu behandeln. Anian blieb dennoch weiter in England, da das Gebiet seiner Diözese weiterhin von Llywelyn beherrscht wurde. 1280 stellte Eduard I. dem Bischof ein Haus in Holborn zur Verfügung, das in der Folge als Bangor House bis zum frühen 17. Jahrhundert als Londoner Residenz der Bischöfe von Bangor diente. Erst durch Vermittlung von Erzbischof Pecham söhnten sich Anian und Fürst Llywelyn vor Juli 1280 aus, worauf Anian nach Wales zurückkehrte.
Als es jedoch 1282 zu einem walisischen Aufstand gegen die englische Vorherrschaft kam, flüchtete Anian erneut. Der Aufstand führte zu einem neuen Feldzug gegen Wales, während dem  Wales schließlich von den Engländern erobert wurde. Am 28. Juli 1282 gehörte er in Rhuddlan zum Gefolge von Eduard I. Nach dem Tod von Llywelyn Ende 1282 kehrte er im Gefolge des Königs in seine Diözese zurück. Im Auftrag des Königs nahm er im Juni 1283 die formelle Übergabe von zahlreichen Gebieten in Nordwestwales entgegen. Im Gegenzug erreichte er bis Juli 1283, dass zahlreiche Waliser aus seiner Diözese von Eduard I. begnadigt wurden. Dazu wurde er vom König für seine Loyalität reich belohnt. Anian wurde nicht nur mit mindestens £ 250 für Kriegsschäden im Gebiet seiner Diözese entschädigt, sondern erhielt auch für die bischöflichen Besitzungen zahlreiche Privilegien und weitere, bislang dem König zustehende Rechte. Angeblich soll er Eduard von Caernarvon, den jüngsten Sohn des Königs getauft haben, wofür ihm der König weiteren Landbesitz sowie die Einkünfte aus zwei Fähren über die Menai Strait schenkte. Für die Taufe des Königssohns durch Anian gibt es aber keine zeitgenössischen Belege. 1285 erlaubte ihm der König, ein Testament aufzusetzen und somit seinen Besitz nach eigenem Willen zu vererben. 1286 schenkte ihm der König ein Drittel der Einkünfte aus den Einnahmen des Zehnten, der in Tegeingl erhoben wurde. Die Schenkungen, die Anian als Belohnung für seine Unterstützung des englischen Königs erhielt, stärkten sichtlich den Besitz und die Rechte der Bischöfe von Bangor. 1298 beklagte Anian sich jedoch bei Eduard I., dass englische Beamte in Wales seine Rechte missachten und bedrohen würden. Am 28. April 1301 schwor er in Conwy Eduard von Caernarvon die Treue, nachdem dieser zum Prince of Wales erhoben worden war.

## Tätigkeit als Bischof
Über seine Tätigkeit als Geistlicher seiner Diözese ist nur wenig bekannt. Er unterstützte die Klöster in seiner Diözese und bestätigte 1272 und 1273 die Schenkungen seiner Vorgänger zugunsten der Augustinerniederlassungen in Nefyn und Trefeglwys. 1286 erließ er einen Ablass für Schenkungen zugunsten des Augustinerpriorats von Beddgelert, und 1300 stiftete er einen kleinen Landbesitz zugunsten der Dominikanerniederlassung von Bangor. Dazu versuchte er, in seiner Diözese kirchliche Reformen durchzuführen. Im Juli 1291 hielt er eine Synode der Geistlichen seiner Diözese in der Kirche Old St Mary's in Llanfair Garth Branan  nördlich von Bangor ab. Dabei wurden geistliche Regeln erlassen, deren Inhalt aber nicht überliefert ist. Wann Anian starb, ist nicht bekannt. Er wird letztmals im Mai 1305 erwähnt, mit Sicherheit starb er vor dem 12. Januar 1307. Ob das nach Anian benannte Pontifikale, das sich in der Kathedrale von Bangor befindet, nach ihm oder seinen namensgleichen Nachfolger Anian Seys benannt wurde, ist nicht bekannt.